# Stabilimento industriale Olivetti Synthesis
Lo stabilimento industriale Olivetti Synthesis è situato in via Aurelia ovest 139 a Massa.

## Storia
Lo stabilimento della Olivetti Synthesis è situato nella zona industriale di Massa Carrara sulla via Aurelia Ovest. L'Olivetti costituisce una delle maggiori società che hanno favorito il decollo economico della zona, che dagli anni venti subisce un cambiamento dell'assetto territoriale determinato da una politica orientata ad incentivare lo sviluppo industriale nelle aree rurali.
L'insediamento, realizzato in più fasi, comprende una serie di capannoni collegati tra loro da percorsi coperti, edifici per uffici, servizi sociali, mensa, una centrale elettrica, un deposito dell'acqua e l'edificio della portineria. 
La vicenda costruttiva ha inizio nel 1938, quando la società Adriano Olivetti di Ivrea decide di realizzare nella nascente Zona Industriale Apuana uno stabilimento per la produzione di mobili per uffici, schedari metallici e classificatori.
Alcune officine completate nel 1942 vengono realizzate su progetto degli architetti Piero Bottoni e Mario Pucci.
Alla fine della seconda guerra mondiale, vengono ricostruiti i fabbricati danneggiati dai bombardamenti. Nel 1953 il complesso viene ampliato mediante la realizzazione di altri corpi di fabbrica: Piero Bottoni si occupa della progettazione di nuove officine e dell'edificio per la mensa e i servizi sociali.
L'ampliamento del 1964 con la costruzione di nuovi edifici per uffici è stato realizzato su progetto dell'architetto Ezio Sgrelli. Ulteriori interventi sono condotti nel 1971 su progetto dell'ingegnere Franco Borini.

## Descrizione
Le officine con schema planimetrico a tre navate e coperture in elementi prefabbricati a volta, presentano tamponamenti continui sui fronti rivolti verso l'esterno dell'area e grandi vetrate sui lati esposti a nord permettendo al paesaggio circostante di penetrare nei luoghi di lavoro.
Il complesso industriale, attualmente dismesso, è sottoposto a sequestro cautelativo relativo a una procedura fallimentare in corso, che determina l'impossibilità di accedere all'interno della struttura, come è stato confermato anche dal responsabile dell'Archivio Storico Olivetti di Ivrea.